# العلاقات المالديفية المنغولية
العلاقات المالديفية المنغولية هي العلاقات الثنائية التي تجمع بين المالديف ومنغوليا.

## مقارنة بين البلدين
هذه مقارنة عامة ومرجعية للدولتين:
| وجه المقارنة                                              | المالديف       | منغوليا         |
| --------------------------------------------------------- | -------------- | --------------- |
| المساحة (كم2)                                             | 298            | 1.57 مليون      |
| عدد السكان (نسمة)                                         | 436.33 ألف     | 3.08 مليون      |
| الكثافة السكانية (ن./كم²)                                 | 146.42 ألف     | 1.96            |
| العاصمة                                                   | ماليه          | أولان باتور     |
| اللغة الرسمية                                             | اللغة الديفهي  | اللغة المنغولية |
| العملة                                                    | روفيه مالديفية | توغروغ منغولي   |
| الناتج المحلي الإجمالي (بليون دولار)                      | 4.60 مليار     | 11.49 مليار     |
| الناتج المحلي الإجمالي (تعادل القوة الشرائية) بليون دولار | 5.23 مليار     | 36.16 مليار     |
| الناتج المحلي الإجمالي الاسمي للفرد دولار أمريكي          | 8.39 ألف       | 3.97 ألف        |
| الناتج المحلي الإجمالي للفرد دولار أمريكي                 | 12.53 ألف      | 11.95 ألف       |
| مؤشر التنمية البشرية                                      | 0.706          | 0.727           |
| رمز المكالمات الدولي                                      | +960           | +976            |
| رمز الإنترنت                                              | .mv            | .mn             |
| المنطقة الزمنية                                           | ت ع م+05:00    | ت ع م+08:00     |

## منظمات دولية مشتركة
يشترك البلدان في عضوية مجموعة من المنظمات الدولية، منها:
| علم المنظمة | اسم المنظمة                        | تاريخ انضمام المالديف | تاريخ انضمام منغوليا |
| ----------- | ---------------------------------- | --------------------- | -------------------- |
|             | وكالة ضمان الاستثمار متعدد الأطراف | 19 مايو 2005          | 21 يناير 1999        |
|             | منظمة الشرطة الجنائية الدولية      | ?                     | ?                    |
|             | منظمة حظر الأسلحة الكيميائية       | ?                     | ?                    |
|             | منظمة التجارة العالمية             | ?                     | ?                    |
|             | الأمم المتحدة                      | 21 سبتمبر 1965        | 27 أكتوبر 1961       |
|             | مؤسسة التمويل الدولية              | 2 فبراير 1983         | 14 فبراير 1991       |
|             | يونسكو                             | 18 يوليو 1980         | 1 نوفمبر 1962        |
|             | مؤسسة التنمية الدولية              | 13 يناير 1978         | 14 فبراير 1991       |
|             | بنك التنمية الآسيوي                | 1978                  | 1991                 |
|             | البنك الدولي للإنشاء والتعمير      | 13 يناير 1978         | 14 فبراير 1991       |
|             | الاتحاد البريدي العالمي            | ?                     | ?                    |
|             | الاتحاد الدولي للاتصالات           | 28 فبراير 1967        | 27 أغسطس 1964        |

## وصلات خارجية
- موقع وزارة الخارجية المالديفية
- موقع وزارة الخارجية المنغولية